# Кожному своє

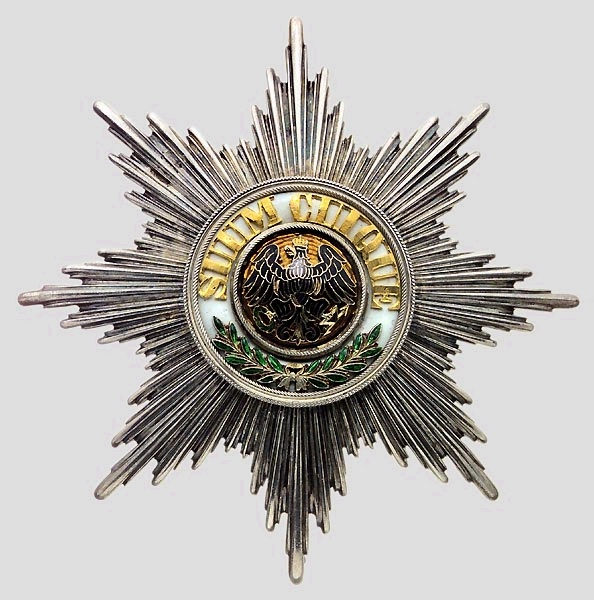
Зірка прусського Ордену Чорного орла, інакше відома як «зірка Фрідріха I»

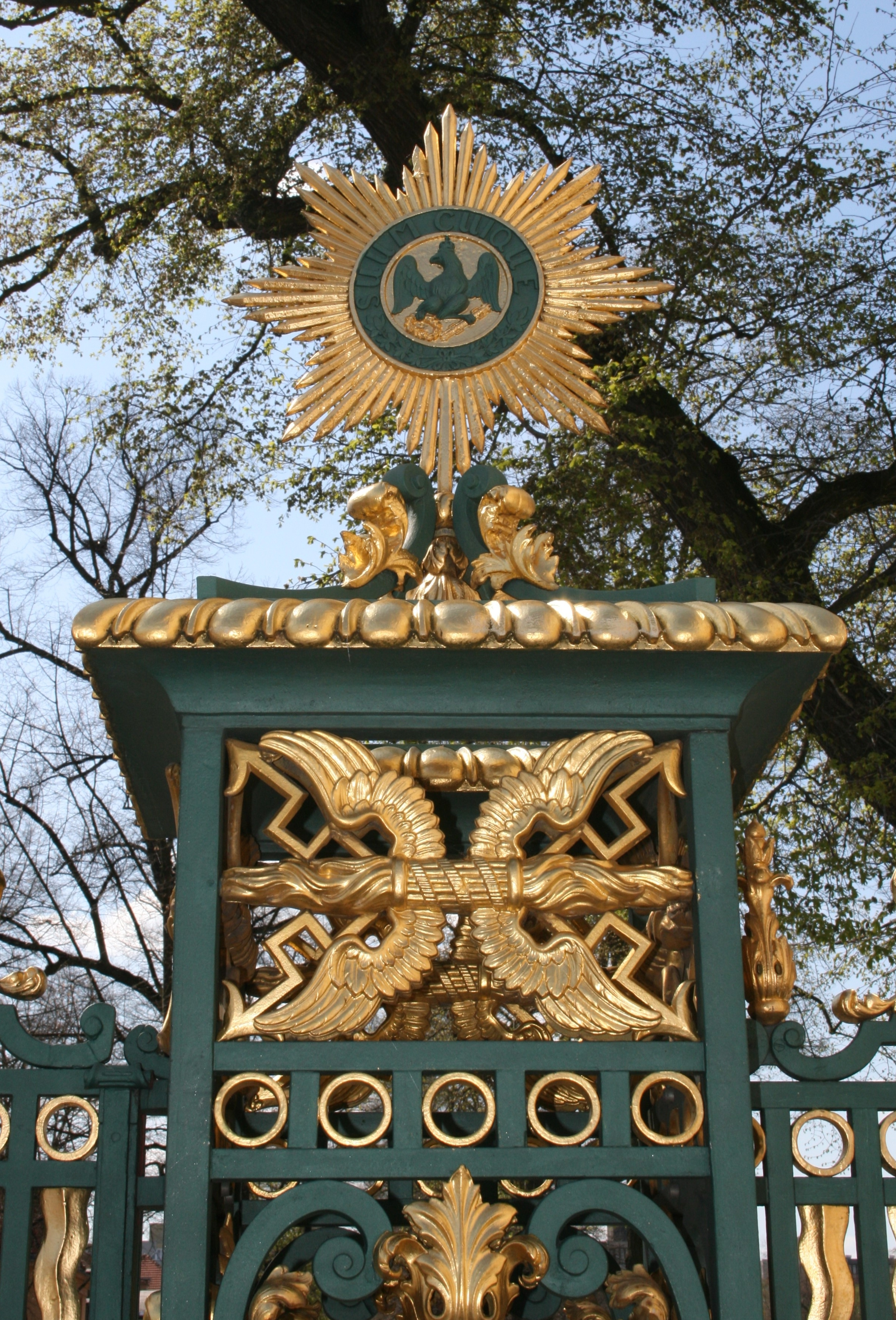
Огорожа перед замком Шарлоттенбург

Кожному своє (лат. suum cuique [суум квікве]) — будь-кому своє, кожному за його заслугами) — класичний принцип справедливості. У Новітній історії фраза стала відомою як напис, який був зроблений німецькими нацистами над входом у концентраційний табір смерті Бухенвальд, — Jedem das Seine.

## Історія

### Античність
Suum cuique походить з античної Греції. Платон у своїй праці «Держава» відмічає, що справедливість є, «якщо будь-хто робить своє і не втручається у справи інших» (τὸ τὰ αὑτοῦ πράττειν καὶ μὴ πολυπραγμονεῖν δικαιοσύνη ἐστί, to ta autou prattein kai me polypragmonein dikaiosyne esti, IV 433a). Кожний повинен робити своє (для суспільства, держави), а саме задовольняти повною мірою та обсягом своїх знань, можливостей і особистих умов. Платон, крім того, вважає, що кожний повинен отримати своє і не може бути позбавлений свого (наприклад, прав, майна) (433e).
Цю фразу зробив відомою римський оратор, філософ і політик Цицерон (106 до н. е. — 43 до н. е.):
| А правосуддя, яке кожному віддає належне, яке має відношення до богів? Оригінальний текст (лат.) Nam iustitia, quae suum cuique distribuit, quid pertinet ad deos? — De Natura Deorum (Цицерон. Про природу богів) III, 38). |

Крім того, Цицерон використовував фразу в трактатах «Про закони», «Про обов'язки», «Про межі добра і зла».
Інший переклад фрази: «Правосуддя пізнається за тим, що воно присуджує кожному своє».
Пізніше вираз став використовуватися поза юридичного контексту.

### Пруссія

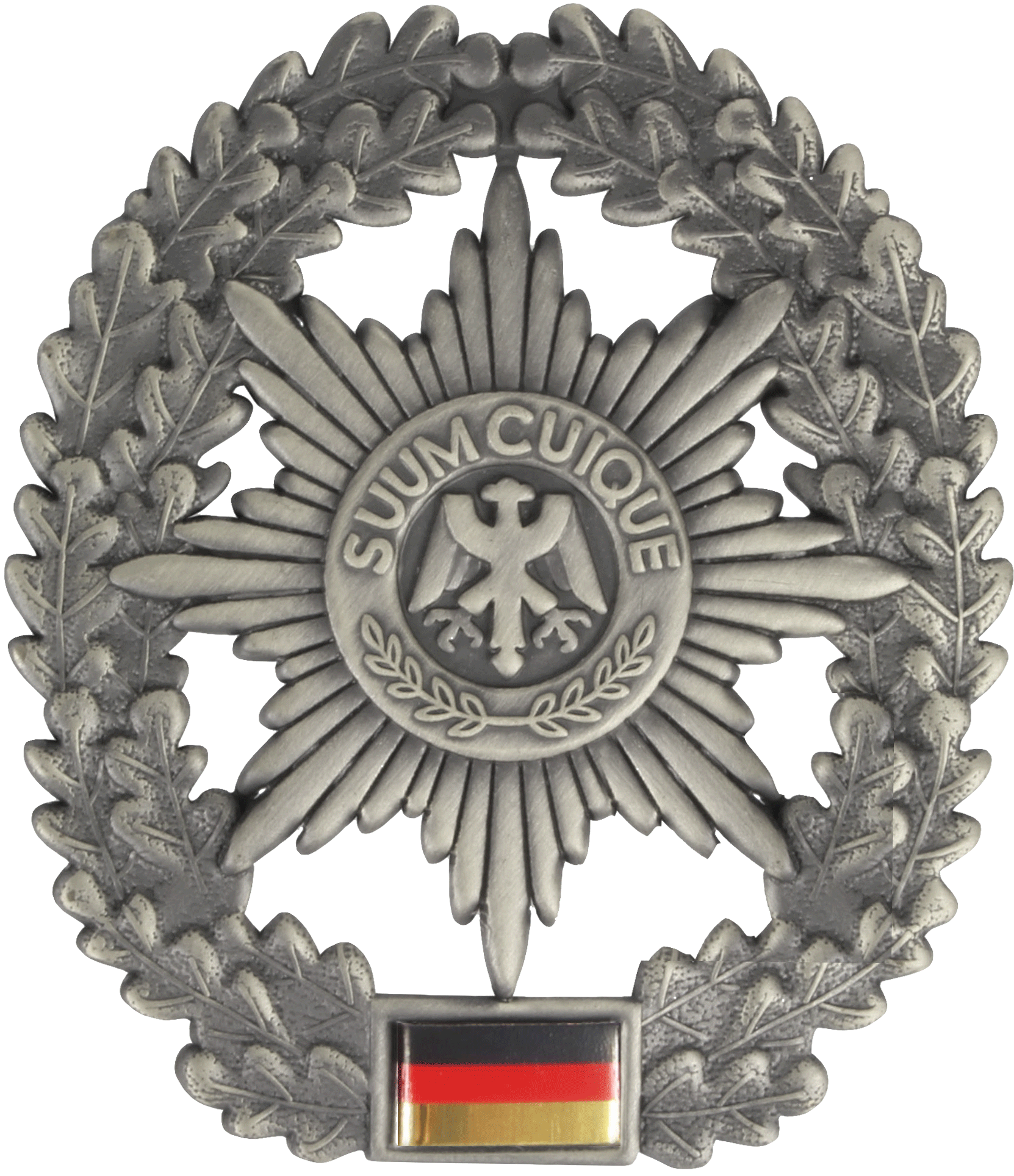
Емблема на береті німецьких фельд'єгерів

Як девіз ордена Чорного орла (імовірно, у значенні «кожному за свої заслуги»), який був заснований Фрідріхом I і девіз Фельд'єгерської служби Бундесверу — військової поліції германського бундесверу, використовувалася латинська версія виразу Suum cuique.

### Католицький катехизис
У католицькому катехизисі, який мав законну силу в Третьому Рейху, у тлумаченні 7-ї заповіді під назвою: «Надавай кожному своє» (Gönn jedem das seine).

### Третій Рейх

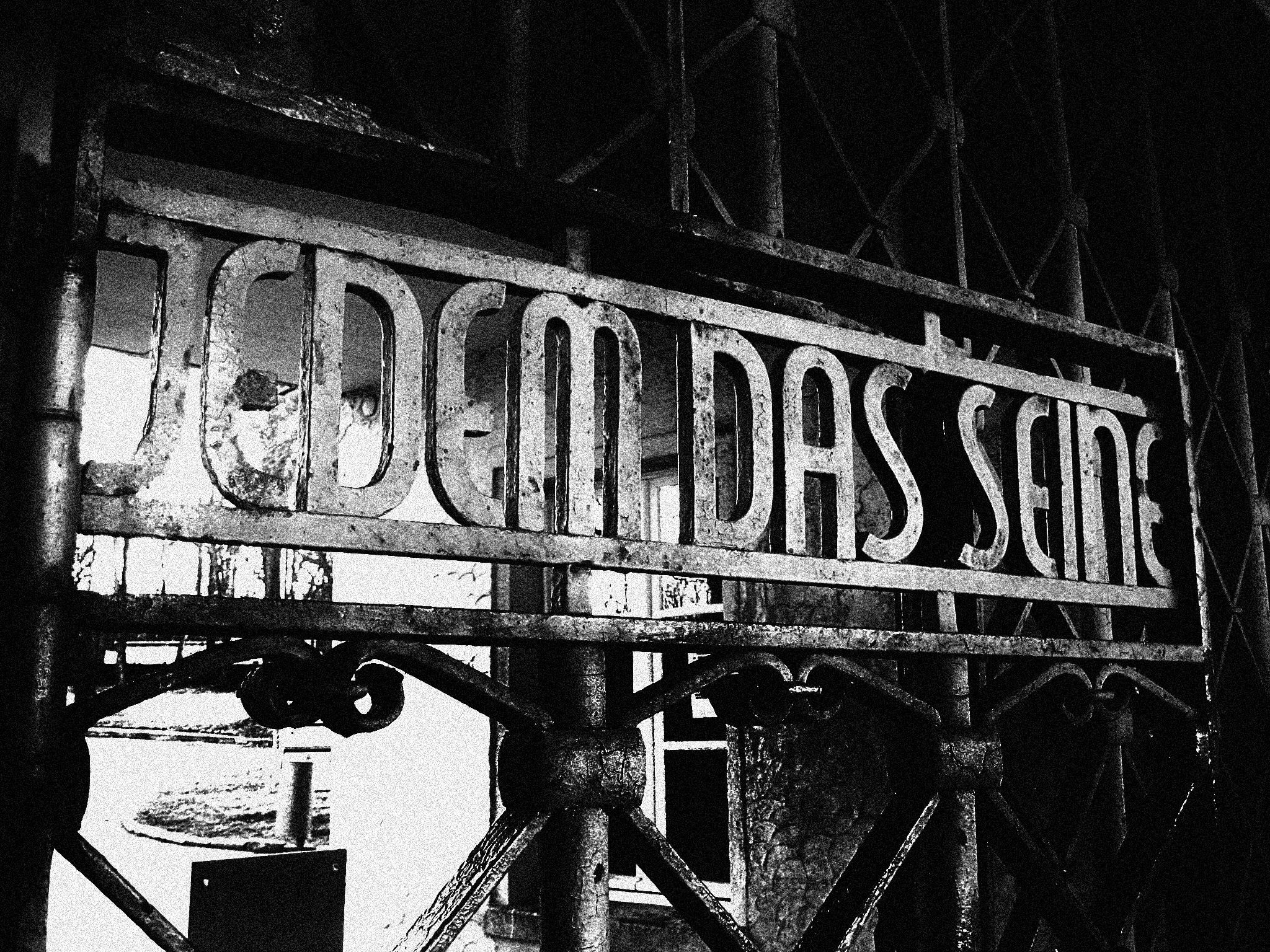
Ворота в концтабір Бухенвальд

У 1937 році нацисти побудували концентраційний табір Бухенвальд, неподалік Веймара. Над головними воротами входу табору була розміщена ця фраза німецькою мовою: «Jedem das seine».

### Біблія
Сенс фрази перегукується з ідеями, викладеними в 17-му розділі Приповістей царя Соломона Старого завіту (17:3).

## Деякі випадки використання фрази сьогодні
- Девіз швейцарського напівкантону Аппенцелль-Ауссерроден (з 1809 року).

Герб міста Віндгук

- Девіз столиці Намібії — Віндгук